# Damasco (mitologia)
Nella mitologia greca, Damasco, uno dei figli di Hermes e di Alimede, una ninfa, era il nome dell'eroe della città omonima.

## Il mito
La leggenda viene raccontata in diversi modi: nella forma più conosciuta l'eroe, una volta in viaggio nella Siria, decise di fondare una città e darle il nome del figlio. A volte è un compagno di Dioniso che, mancandogli di rispetto fu scorticato vivo (e in seguito la città venne costruita dove lui venne torturato).

## Parere secondari
Esistono anche altre versioni dove il nome dell'eroe non è più attribuito a Damasco: in una versione differente lo ritroviamo con il nome di Dama e costruito una tenda nel luogo dove poi venne eretta la città (damasco deriverebbe dall'unione di Dama e tenda nella loro lingua, skene). A volte invece con il nome di Asco, un gigante che con l'aiuto di Licurgo volle combattere gli dei, fu vinto e ucciso.

### Fonti antiche
- Tzeze, Scoli a Licofrone.

### Fonti moderne
- Pierre Grimal, La mitologia greca, Roma, Newton, 2006, ISBN 88-541-0577-5.